# Krister Edvardson
Krister Sven Olof Edvardson (tidigare Sven Olof Krister Edvardsson), född 10 juni 1954 i Halmstads församling i Hallands län, är en svensk militär.

## Biografi
Edvardson avlade officersexamen vid Krigsskolan 1976 och utnämndes samma år till löjtnant vid Hallands regemente, där han befordrades till kapten 1979 och major 1984 och tjänstgjorde bland annat som plutonchef, kompanichef och bataljonschef åtminstone fram till 1989. Han har deltagit i flera internationella insatser i Förenta nationernas regi, bland annat i Cypern, och har gått Stabskursen på Armélinjen vid Militärhögskolan. År 1993 befordrades han till överstelöjtnant vid Hallandsbrigaden och i mitten av 1990-talet tjänstgjorde han vid Södra arméfördelningen. Han utnämndes till överstelöjtnant med särskild tjänsteställning vid Hallandsbrigaden 1996 och tjänstgjorde i slutet av 1990-talet vid Högkvarteret, där han i huvudsak arbetade med försvarsbeslut. Han har också varit lärare i operationer och taktik vid Försvarshögskolan och varit ställföreträdande chef för Markstridsskolan. Efter att ha befordrats till överste var han försvarsattaché vid ambassaderna i Warszawa och Kiev 2001–2004, varefter han 2004–2007 var chef för Göta trängregemente (2007 namnändrat till Trängregementet). Åren 2007–2011 var Edvardson försvarsattaché vid ambassaden i New Delhi.